# Sint-Trudokerk (Eksel)

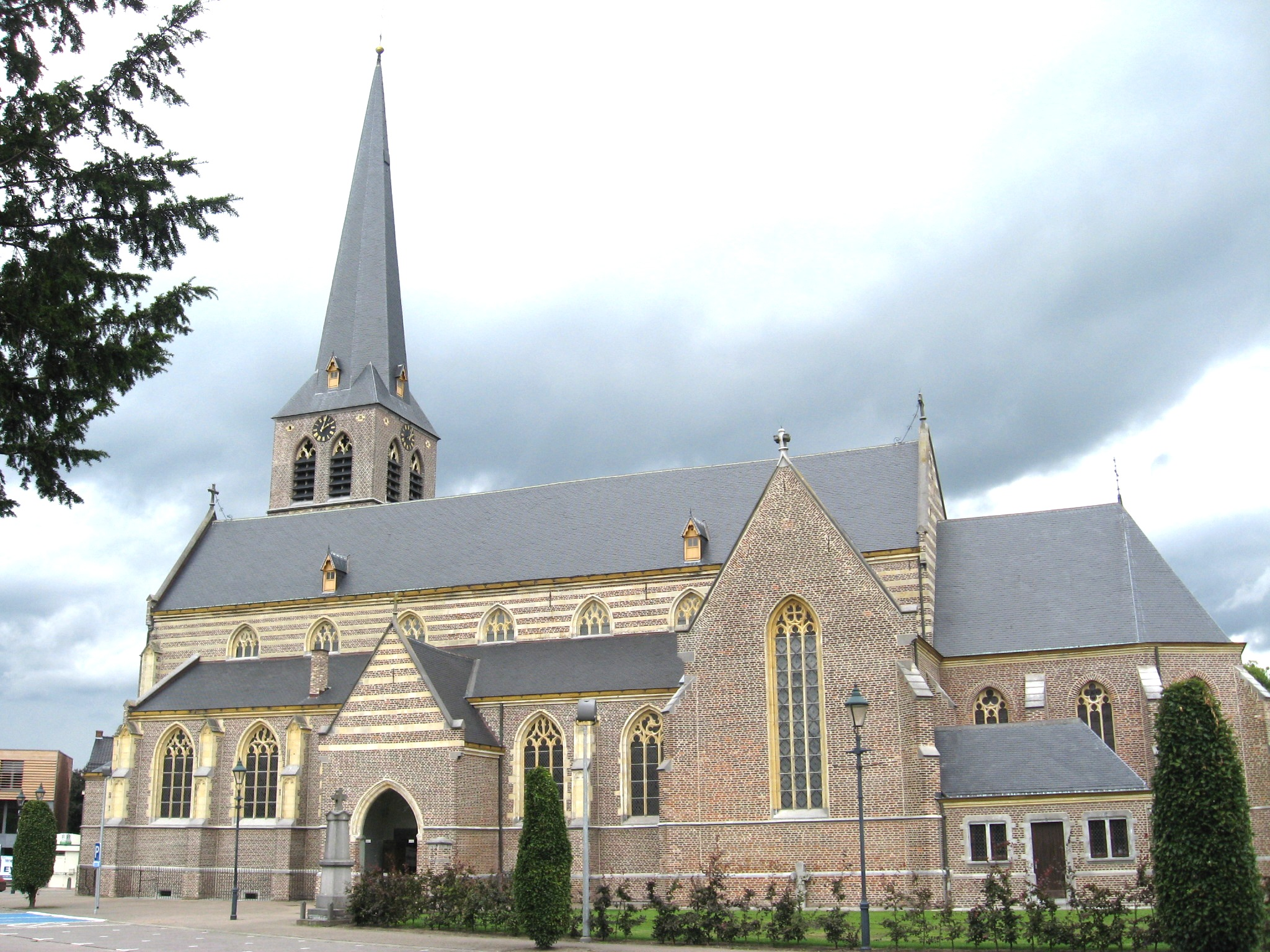
Sint-Trudokerk te Eksel

De Sint-Trudokerk is de parochiekerk van Eksel in de Belgische provincie Limburg. De kerk bevindt zich aan het Kerkplein aldaar.

## Geschiedenis
Vermoedelijk stond hier al in het begin van de 8e eeuw een kapel, die in 1177 de status van parochiekerk kreeg. De parochie splitste zich vermoedelijk af van die van Peer. Het patronaatsrecht was gedeeltelijk in handen van de Abdij van Sint-Truiden.
Het huidige kerkgebouw is laatgotisch en het oudste deel ervan, de middenbeuk, stamt uit einde 15e eeuw. Het koor, het transept en de zijbeuken werden van 1500-1517 aangebracht. In 1609 werden drie zijaltaren ingewijd en in 1687 werden de gewelven van de kerk hersteld. In de 18e eeuw werd een stoep van breuksteen en veldkeien aangelegd, met daarin een stermotief. Een deel hiervan werd echter in 1996 gesloopt. In 1771 werd het doksaal met orgel aangebracht. Van 1881-1883 werd de toren hersteld onder leiding van Léon Jaminé. Eind 19e eeuw vonden herstelwerkzaamheden plaats, en in 1903 werden binnenschilderingen aangebracht door Adolphe Tassin.
In 1905 werd de toren, die tegen de westzijde van het schip aan was gebouwd, afgebroken teneinde het schip met drie traveeën te kunnen verlengen. Een nieuwe toren werd gebouwd, de hoofdingang werd van de zuidzijde naar de westzijde verplaatst, en de kerkhofmuur werd afgebroken. De werken vonden plaats onder leiding van H. Martens uit Stevoort. In 1936 kreeg de kerk een beschermde status.

## Gebouw
Het betreft een driebeukige bakstenen kruisbasiliek met hardstenen gevelelementen. Het koor, het dwarspand en de oostelijke traveeën zijn in Maaslandse gotiek, de toren en de westelijke traveeën zijn in neogotische stijl, waarbij de bouwtrant aansluit aan het gotische deel. Er is gebruikgemaakt van Maaslandse kalksteen voor de speklagen.

## Meubilair
Een deel van het meubilair is 19e-eeuws, zoals de kruiswegstaties door Louis Hendrix uit 1858-1868, de biechtstoelen en twee zijaltaren. Ook zijn er twee biechtstoelen in rococostijl uit 1777, vervaardigd door De Swert. Van omstreeks 1700 dateert het deksel van het doopvont. In 1847 schilderde Jan Swerts de Aanbidding der Wijzen. Van belang is een Calvariegroep, toegeschreven aan de Meester van Elsloo, uit omstreeks 1530, en diverse andere beelden uit dezelfde tijd. Uit de 17e eeuw stammen vier eikenhouten medaillons die de kerkvaders voorstellen.